# 蒙德 (原神)
蒙德是米哈游开发电子游戏《原神》中的虚构国家，位于游戏中的提瓦特大陆东北部，也是游戏主角“旅行者”游历的首个国家。蒙德被设定为信仰“自由”，代表元素为“风”，守护神为巴巴托斯，节日有“风花节”、“羽球节”和“佳酿节”。蒙德主要以中世纪的德国、瑞士等国为原型构造。

## 设定

游戏设定的蒙德在提瓦特大陆中的位置，東部為馬斯克礁，南部為雪山，西南部與璃月接壤

在游戏中，蒙德的设定为“风之国”，在蒙德的神明为巴巴托斯，信仰自由，蒙德由西风骑士团管理，游戏中蒙德的剧情片章为“序章·捕风的异乡人”。
蒙德地貌较为平缓，在游戏中传说为神明巴巴托斯以风抚平，主要地形为平原和林地。蒙德可大致分为“坠星山谷”、“苍风高地”、“风啸山坡”、“明冠山地”、“龙脊雪山”五大地区。其中位于坠星山谷，被果酒湖环绕的蒙德城，是蒙德的主要城邦，位于东北部的望风角是蒙德抗战时期的遗址，东部的千风神殿是供奉古代风神的神庙废墟；苍风高地地势较高，主要由奔狼领、晨曦酒庄、清泉镇组成，其中晨曦酒庄产出的酒品闻名于提瓦特各地；风啸山坡位于蒙德城东南角，有着象征着狮牙骑士的风起地大榕树，风啸山坡一直延伸至东南部海岸，其最东面是誓言岬和马斯克礁，向北可以看到鹰翔海滩，它与誓言岬共同围成三面环海的陆地，环绕着蒙德东面的海湾；明冠山地位于蒙德西北，由明冠峡、风龙废墟组成，风龙废墟曾是烈风之王“迭卡拉庇安”建造的都城，现被风魔龙特瓦林作为容身所，玩家需要开启游戏剧情的“序章 第3幕”后解开机关才可进入探索。龙脊雪山位于蒙德最南部，因其极寒环境，玩家位于雪山中会持续积累「严寒」，严寒达到上限时，会持续损失生命值，玩家需要通过靠近火源等方式降低严寒值。
蒙德拥有“四风守护”，分别为“风魔龙”特瓦林，“北风狼王”安德留斯，以及“南风之狮”和“西风之鹰”。蒙德的节日有“风花节”和“羽球节”。

### 历史
在2600年前，蒙德曾被两位“魔神”割据，包括高塔孤王“迭卡拉庇安”和北风狼王“安德留斯”，迭卡拉庇安把属下子民囚禁在高塔，也是风龙废墟的风墙之下，而有一名追求自由的無名少年与一只风精灵领导发起了追求「自由」的戰爭，战后少年死去，风精灵则成为了蒙德的魔神，即巴巴托斯。而安德留斯则选择屈于巴巴托斯之下，成为“四风守护”之一。之后，巴巴托斯因不想成为新暴君而离开蒙德，令蒙德成为了无人管治的自由之国。其后，劳伦斯家族统治蒙德，实行奴隶制度。其中一个叫温妮莎的奴隶无法接受这种残忍的统治，于是与风神合作，推翻劳伦斯家族，成立了西风骑士团，管治蒙德。直到现在，西风骑士团仍然繼續管治蒙德。

## 制作

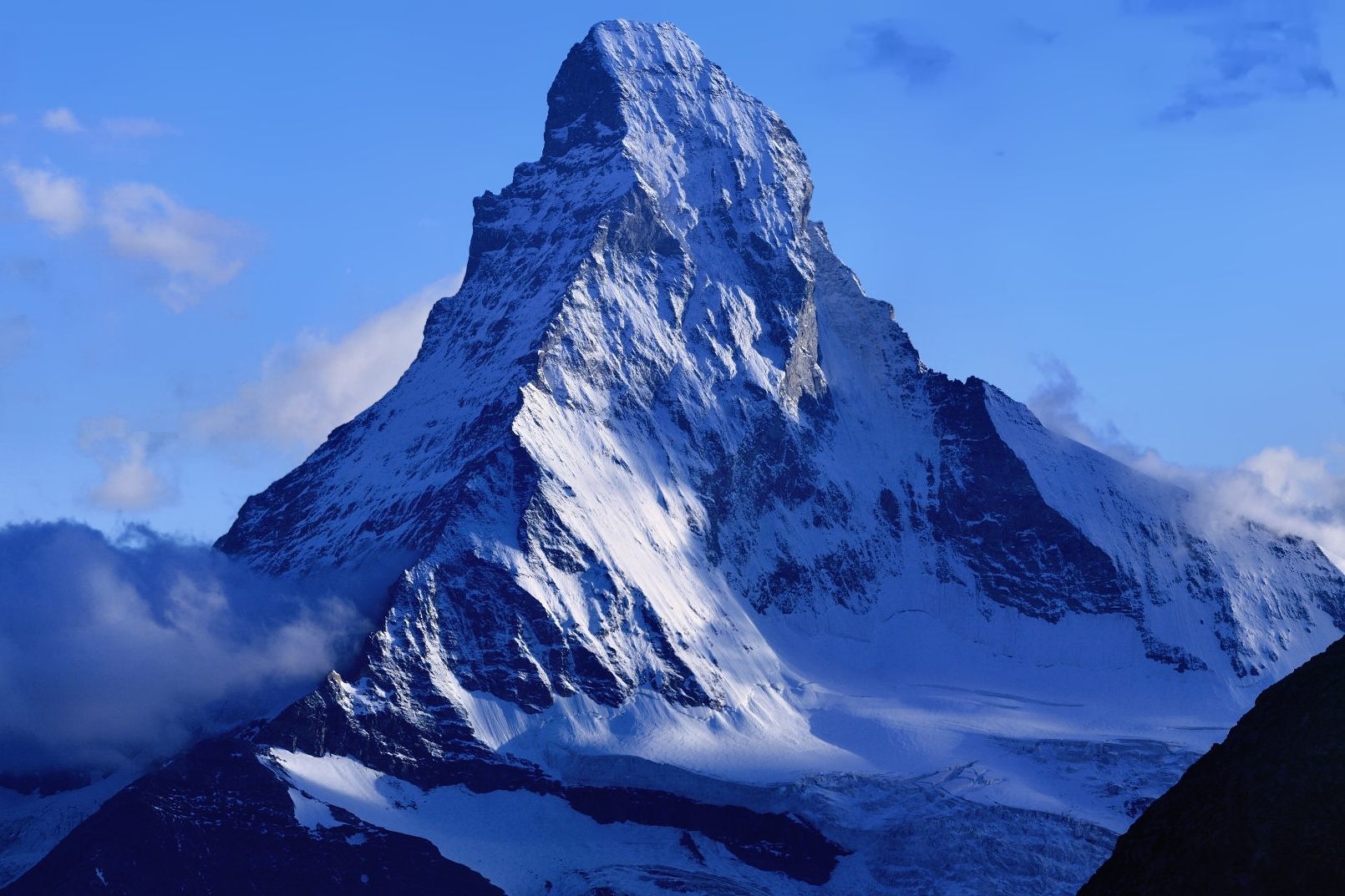
阿尔卑斯山的马特洪峰，是游戏中龙脊雪山的原型

制作组在幕后视频表示，龙脊雪山地区以阿尔卑斯山的马特洪峰为原型制作。制作组表示雪山地区整体的饱和度下降，光源变冷。雪山剧情主要从古代王国、现代NPC和玩家三个视角阐述。制作组还表示雪山的雪的制作参考了云彩的渐变。
蒙德的原型也引发了诸多猜测。The AXO的泰瑞·巴斯（Terry Bass）指出，蒙德的设计受到了德国和瑞士的文化影响，瑞士的伯尔尼旧城是蒙德城的原型，这座城市与游戏中的蒙德城一样位于湖的中心，且通过一座桥与陆地相连；蒙德城的房屋也与德国小镇米尔腾贝格的半木构造房屋相当相似。而蒙德城外围平原的灵感可能来自于奥地利的蒙德塞地区，那里有高山和绿树，田野绵延数英里。蒙德塞（Mondsee）也被称为“月之湖”，这与“蒙德”的拉丁寫法“Mondstadt”在德语中意为“月之城”相呼应。The AXO还认为，蒙德城的大教堂的原型是德国雷根斯堡主教座堂。The Gamer则认为蒙德是以德国的前身神圣罗马帝国的城邦为原型。据Game Rant报道，亦有观点认为蒙德城的原型为伯尔尼和法国的勒蒙圣米歇尔。

### 音乐
蒙德的背景音乐由陈致逸作曲，由伦敦爱乐乐团演奏，在AIR Studios录音棚完成录制混音。2020年6月19日，首张《原神》原声音乐专辑《原神-风与异乡人 Le Vent et les Enfants des étoiles》(译为风与星之子)发行，收录了15首蒙德的背景音乐。2020年9月28日，为纪念《原神》公测的蒙德篇原声音乐专辑《原神-风与牧歌之城 City of Winds and Idylls》发行，分成《风与牧歌之城 City of Winds and Idylls》、《蒲公英的国度 the Horizon of Dandelion》与《蒙德战记 Saga of the West Wind》三张分碟，收录63首蒙德的背景音乐。
龙脊雪山地区的音乐由陈致逸作曲，由国际首席爱乐乐团演奏，在金田录音棚完成录制。2021年4月2日，龙脊雪山主题原声音乐专辑《漩涡、落星与冰山 Vortex of Legends》发行，共17首。在专辑发布前的3月31日，米哈游发布印象MV「山巅雪国的记忆」进行预热，很快获得了超过100万播放量。该专辑也获得了Apple Music推荐。在《原神》2.0版本上线前，《原神》1.0回顾主题原声专辑《珍珠之歌 The Shimmering Voyage》于2021年7月19日发行，该专辑也收录了部分龙脊雪山地区的背景音乐。